# Stavernfestivalen
Stavernfestivalen är en återkommande norsk pop- och rockfestival i Stavern, Norge.
Den första festivalen ägde rum 2001 med fyra band och en publik på 175 personer. Festivalen äger rum mellan 2 och 4 juli varje år. Festivalen är idag ett tredagars event för nationella såväl som internationella artister. År 2012 hade festivalen närmare 30 000 besökare.